# 韋克菲爾德 (印地安納州)
韋克菲爾德（英語：Wakefield）是位於美國印地安納州傑佛遜縣的一個非建制地區。該地的面積和人口皆未知。